# Łódź vojvodskap
Łódź vojvodskap (polska: Województwo łódzkie) är ett vojvodskap i centrala Polen. Huvudstad är Łódź. Området är den geografiska mittpunkten i Polen.